# Forcipomyia tsutsumii
Forcipomyia tsutsumii är en tvåvingeart som beskrevs av Tokunaga 1960. Forcipomyia tsutsumii ingår i släktet Forcipomyia och familjen svidknott. Inga underarter finns listade i Catalogue of Life.